# 마이크 라이트
데니스 마이클 라이트 주니어(Dennis Michael Wright Jr., 1990년 1월 3일 ~ )는 미국의 야구 선수이자, 현 메이저 리그 베이스볼 LA 다저스의 투수이다.

## 미국 프로야구 시절
2015년에 볼티모어 오리올스에 입단하였다.

## 한국 프로야구 시절

### NC 다이노스시절
2020년에 크리스천 프리드릭을 대체할 투수로 영입됐다. 시즌 후반으로 갈수록 구위와 제구가 흔들리는 경기가 많아졌다. 결국 시즌 후 재계약에 실패했다.
2020년 시즌 29경기에 등판해 157.2이닝 4점대 평균자책점, 11승 9패, 125탈삼진을 기록했다.

#### 2020년한국시리즈
11월 20일 두산 베어스와의 3차전에 등판해 2이닝 5피안타(1피홈런), 2볼넷, 5실점(4자책점)으로 패전 투수가 됐다. 6차전에 구원 등판해 1이닝 1볼넷, 2탈삼진, 1홀드를 기록했다.
- 기록

| 평균자책점 | 경기 | 완투 | 완봉 | 승 | 패 | 세 | 홀 | 이닝 | 피안타 | 피홈런 | 볼넷 | 사구 | 삼진 | 실점 | 자책점 |
| ---------- | ---- | ---- | ---- | -- | -- | -- | -- | ---- | ------ | ------ | ---- | ---- | ---- | ---- | ------ |
| 15.00      | 2    | 0    | 0    | 0  | 0  | 0  | 1  | 3    | 5      | 1      | 3    | 1    | 3    | 6    | 5      |

## 미국 프로야구 복귀
2021년에 시카고 화이트삭스에 입단했다. 메이저 리그에서 13경기에 등판해 1패, 5.50의 평균자책점을 기록했다. 시즌 후 자유계약선수가 됐다.
2022년에 LA 다저스와 마이너리그 계약을 맺었다.

## 통산 기록
| 연도 | 팀명  | 평균자책점 | 경기 | 완투 | 완봉 | 승 | 패 | 세 | 홀 | 승률  | 타자 | 이닝    | 피안타 | 피홈런 | 볼넷 | 사구 | 탈삼진 | 실점 | 자책점 |
| ---- | ----- | ---------- | ---- | ---- | ---- | -- | -- | -- | -- | ----- | ---- | ------- | ------ | ------ | ---- | ---- | ------ | ---- | ------ |
| 2020 | NC    | 4.68       | 29   | 0    | 0    | 11 | 9  | 0  | 0  | 0.550 | 696  | 157 2/3 | 164    | 12     | 63   | 10   | 125    | 87   | 82     |
| 통산 | 1시즌 | 4.68       | 29   | 0    | 0    | 11 | 9  | 0  | 0  | 0.550 | 696  | 157 2/3 | 164    | 12     | 63   | 10   | 125    | 87   | 82     |